# Farnham (Kanada)
Farnham – miasto w Kanadzie, w prowincji Quebec, w regionie Montérégie i MRC Brome-Missisquoi. Leży nad rzeką Yamaska i stanowi centrum wielkiego regionu rolniczego.
Liczba mieszkańców Farnham wynosi 7 809. Język francuski jest językiem ojczystym dla 93,5%, angielski dla 3,7% mieszkańców (2006).